# Anna Tchepeleva
Anna Tchepeleva, em russo: Анна Чепелева, (Volzhsky, 26 de junho de 1984) é uma ex-ginasta russa que competiu em provas de ginástica artística.
Anna fez parte da equipe russa que disputou os Jogos Olímpicos de Sydney, em 2000. Neles, ao lado de Ekaterina Lobazniouk, Elena Produnova, Elena Zamolodchikova, Svetlana Khorkina e Anastasia Kolesnikova, conquistou a medalha de prata por equipes, superada pela equipe romena. Individualmente, fora 14ª colocada na prova de salto sobre a mesa.